# Doudou (peluche)
Pour les articles homonymes, voir Doudou.

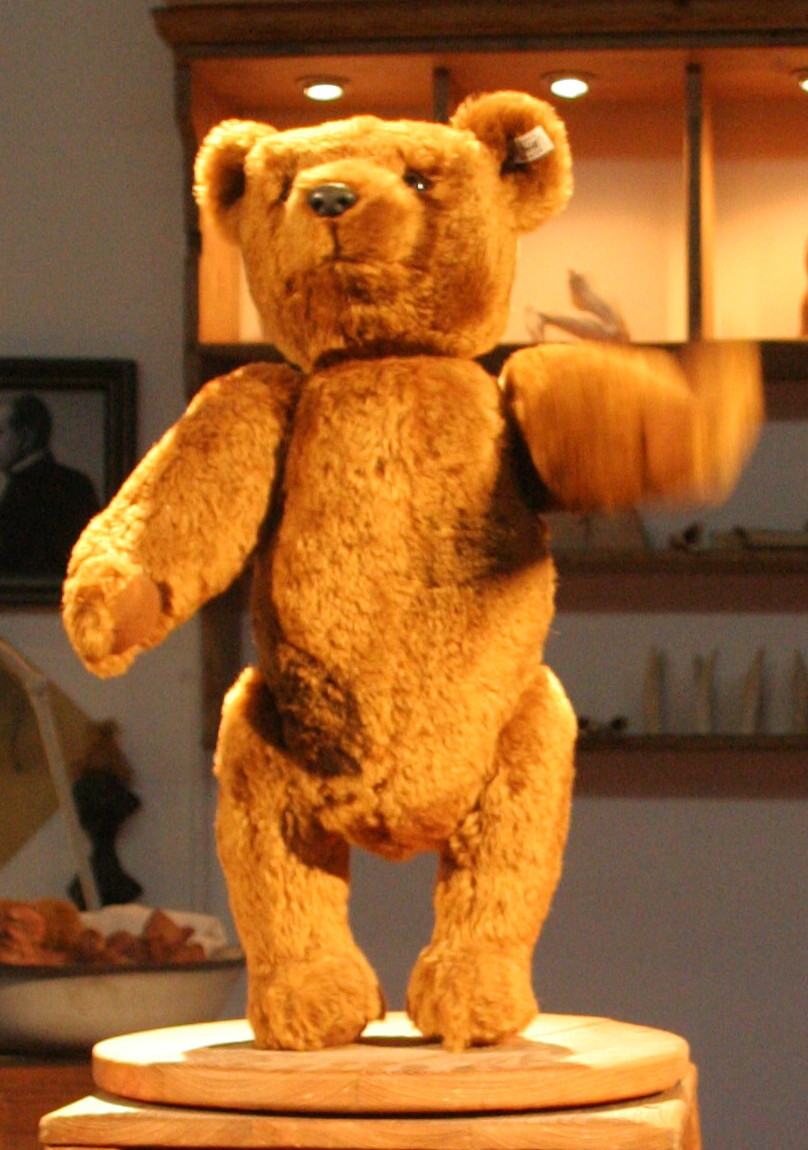
exemple de doudou ours en peluche

Un doudou est un jouet-animal de compagnie (dont la peluche est l'une des formes par excellence), dont la fonction première est de rassurer les jeunes enfants, des premiers mois de la vie jusqu'au décès chez certaines personnes. Selon des chercheurs de l'université libre d'Amsterdam, le contact, même avec un objet inanimé de ce type, permet en effet aux personnes à faible estime de soi d'apaiser leurs craintes existentielles.

## Description
Il s'agit d'un objet transitionnel qui se distingue de la traditionnelle « peluche » en ce qu'il ne prend pas nécessairement la forme d'un animal, mais peut être constitué par un objet de nature et de forme variables : les seules constantes semblent être sa texture (douceur, capacité à retenir des odeurs connues...) et l'évocation virtuelle qu'il permet à l'enfant, en termes de « compagnon consolateur », quasiment toujours associé à l'espace familial de référence (domicile des parents, de la nourrice...).
La forme même de l'appellation « doudou » proviendrait du reste du redoublement infantile du mot « doux » (que l'enfant choisirait et pour ses évocations signifiées – « objet doux » – et pour sa formation à partir d'un mot monosyllabique).
Au Québec, une peluche/doudou est appelé(e) toutou. Le terme doudou (féminin) est utilisé le plus souvent pour parler d'une couverture, d'un bout de couverture ou encore d'un morceau de tissu doux qu'un enfant garde souvent avec lui.
L'ours en peluche a longtemps été le doudou traditionnel. Il semble cependant qu'au début du XXIe siècle on constate un fort engouement des enfants pour le lapin. Certains vendeurs en ligne se sont fait une spécialité de la vente de doudou, profitant notamment du besoin de remplacement des doudous perdus ou égarés, spéculant même parfois sur ce phénomène.